# Anna Costalunga
Anna Costalunga (Schio, 24 gennaio 1970) è un'ex cestista italiana.
Playmaker di 170 cm, ha giocato in Serie A1 con Messina.

## Carriera
Ha disputato cinque incontri con l'Italia alle Olimpiadi di Barcellona del 1992, segnando 30 punti.

## Palmarès
- Campionato italiano di Serie A2 d'Eccellenza: 1
Rescifina Messina: 1995-1996